# Radio Žepče
Radio Žepče je regionalna radio postaja čije je sjedište u Žepču. Emitira na hrvatskom jeziku 24 sata dnevno. 
Osnivač JU za informiranje i kulturu “Dom kulture“ Žepče je Općinsko vijeće Žepče. U sklopu Doma kulture djeluje Radio Žepče i Kabelska televizija Žepče. Regulatorna agencija za komunikacije BiH je Rješenjem o dodjeli raspoloživih frekventnih resursa za zemaljsko emitiranje radio programa od 30. travnja 2007. odobrila Radio Žepču rad na frekvenciji 88,2 MHZ. Postaja emitira redoviti program od 10. listopada 2007.godine. Pokrivenost signalom procjenjuje se na oko 100.000 stanovnika. Program postaje je u stopostotna vlastita proizvodnja: aktualni komentari, intervjui, radiofonske rubrike na određene teme, kontakt program, reportaže i problemsko iskustvene emisije. Ciljano slušateljstvo su sve dobne skupine. Programske aktivnosti su okrenute najaktualnijim problemima u lokalnoj zajednici, prate se gospodarske, političke, kulturne, športske, obrazovne, socijalne i druge teme.

## Vanjske poveznice
- Portal Radio postaje Žepče  Arhivirana inačica izvorne stranice od 4. svibnja 2020. (Wayback Machine)